# Élections régionales de 1987 en Hesse
Les élections régionales de 1987 en Hesse (en allemand : Landtagswahl in Hessen 1987) se tiennent le 5 avril 1987, afin d'élire les 110 députés de la 12e législature du Landtag, pour un mandat de quatre ans.
Le scrutin est marqué par la victoire de la CDU à la majorité relative. Son chef de file Walter Wallmann parvient à être investi ministre-président en formant une « coalition noire-jaune » et provoque la première alternance en Hesse depuis 1945.

## Contexte
Aux élections régionales anticipées du 25 septembre 1983, le SPD du ministre-président Holger Börner redevient la première force politique du Land avec 46,2 % des suffrages et 51 députés sur 110.
La CDU, désormais emmenée par le bourgmestre de Francfort-sur-le-Main Walter Wallmann, se contente de 39,4 % des voix, ce qui lui donne 44 sièges. Suit le FDP de l'ancien ministre de l'Intérieur Ekkehard Gries, qui fait son retour au Landtag après en avoir été expulsé en 1982, grâce à un résultat de 7,6 % des exprimés, soit huit élus. Les Grünen de Dirk Treber et Gertrud Schilling sauvent leur représentation parlementaire en totalisant 6 % des voix et sept députés.
La situation parlementaire reste alors bloquée : le FDP refuse de reformer une « coalition sociale-libérale » avec le SPD et préfère une « coalition noire-jaune » avec la CDU, qui n'a pas de majorité. Les Grünen et le Parti social-démocrate n'envisagent pas de s'associer dans une « coalition rouge-verte », et une « grande coalition » n'est pas envisageable tant les divergences entre le SPD et l'Union chrétienne-démocrate sont grandes.
Börner continue donc d'assurer la gestion des affaires courantes, qu'il exerce depuis le 1er décembre 1982. Il est finalement investi pour un troisième mandat le 7 juin 1984 et forme alors un gouvernement minoritaire bénéficiant du soutien sans participation des Verts. Le 12 décembre 1985, la première coalition rouge-verte est officiellement formée avec la nomination de Joschka Fischer comme ministre de l'Environnement et de l'Énergie.
Wallmann quitte le 6 juin 1986 ses fonctions municipales, après être devenu le tout premier ministre fédéral de l'Environnement. Wolfram Brück, candidat de la CDU, le remplace à la suite d'une élection partielle convoquée peu après.
La majorité au pouvoir se rompt finalement en février 1987, à la suite d'un désaccord sur la question du nucléaire. Le Landtag prononce alors sa dissolution. À cette occasion, Holger Börner renonce à conduire le SPD pour une quatrième fois et cède son rôle de chef de file à Hans Krollmann, ministre des Finances.

## Mode de scrutin
Le Landtag est constitué de 110 députés (en allemand : Mitglied des Landtags, MdL), élus pour une législature de quatre ans au suffrage universel direct et suivant le scrutin proportionnel de Hare.
Chaque électeur dispose d'une voix, qui compte double : elle lui permet de voter pour un candidat de sa circonscription, selon les modalités du scrutin uninominal majoritaire à un tour, le Land comptant un total de 55 circonscriptions ; elle est alors automatiquement attribuée au parti politique dont ce candidat est le représentant.
Lors du dépouillement, l'intégralité des 110 sièges est répartie en fonction des voix attribuées aux partis, à condition qu'un parti ait remporté 5 % des voix au niveau du Land. Si un parti a remporté des mandats au scrutin uninominal, ses sièges sont d'abord pourvus par ceux-ci.
Dans le cas où un parti obtient plus de mandats au scrutin uninominal que la proportionnelle ne lui en attribue, la taille du Landtag est augmentée jusqu'à rétablir la proportionnalité.

## Campagne

### Principaux partis
| Parti | Parti                                                                              | Chef de file                                          | Résultat en 1983           |
| ----- | ---------------------------------------------------------------------------------- | ----------------------------------------------------- | -------------------------- |
|       | Parti social-démocrate d'Allemagne Sozialdemokratische Partei Deutschlands         | Hans Krollmann (Ministre des Finances)                | 46,2 % des voix 51 députés |
|       | Union chrétienne-démocrate d'Allemagne Christlich Demokratische Union Deutschlands | Walter Wallmann (Ministre fédéral de l'Environnement) | 39,4 % des voix 44 députés |
|       | Parti libéral-démocrate Freie Demokratische Partei                                 | Wolfgang Gerhardt                                     | 7,6 % des voix 8 députés   |
|       | Les Verts Die Grünen                                                               | Iris Blaul et Joschka Fischer                         | 6,0 % des voix 7 députés   |

## Résultats

### Voix et sièges
| Parti                             | Parti                                        | Voix      | Voix  | Sièges | Sièges        | Sièges | Sièges | Sièges        |
| Parti                             | Parti                                        | Votes     | %     | MU1    | +/-           | Liste  | Total  | +/-           |
| --------------------------------- | -------------------------------------------- | --------- | ----- | ------ | ------------- | ------ | ------ | ------------- |
|                                   | Union chrétienne-démocrate d'Allemagne (CDU) | 1 395 411 | 42,12 | 29     | 16            | 18     | 47     | 3             |
|                                   | Parti social-démocrate d'Allemagne (SPD)     | 1 331 760 | 40,20 | 26     | 16            | 18     | 44     | 3             |
|                                   | Les Verts (Grünen)                           | 311 395   | 9,40  | 0      | en stagnation | 10     | 10     | 3             |
|                                   | Parti libéral-démocrate (FDP)                | 259 133   | 7,82  | 0      | en stagnation | 9      | 9      | 1             |
|                                   | Parti communiste allemand (DKP)              | 9 168     | 0,28  | 0      | en stagnation | 0      | 0      | en stagnation |
|                                   | Parti écologiste-démocrate (ÖDP)             | 4 627     | 0,14  | 0      | Nv.           | 0      | 0      | Nv.           |
|                                   | Autres                                       | 1 690     | 0,05  | 0      | en stagnation | 0      | 0      | en stagnation |
|                                   |                                              |           |       |        |               |        |        |               |
| Votes valides                     | Votes valides                                | 3 313 184 | 98,99 |        |               |        |        |               |
| Votes blancs et nuls              | Votes blancs et nuls                         | 33 808    | 1,01  |        |               |        |        |               |
| Total                             | Total                                        | 3 346 992 | 100   | 55     | en stagnation | 55     | 110    | en stagnation |
| Abstentions                       | Abstentions                                  | 820 879   | 19,70 |        |               |        |        |               |
| Nombre d'inscrits / participation | Nombre d'inscrits / participation            | 4 167 871 | 80,30 |        |               |        |        |               |